# Thorictus pilosus
Thorictus pilosus is een keversoort uit de familie spektorren (Dermestidae). De wetenschappelijke naam van de soort werd in 1857 gepubliceerd door Peyron.